# Louise Ritter
Louise Dorothy Ritter, ameriška atletinja, * 18. februar 1958, Dallas, ZDA.
Nastopila je v skoku v višino na poletnih olimpijskih igrah v letih 1984 in 1988, ko je osvojila naslov olimpijske prvakinje. Leta 1983 je osvojila bronasto medaljo na svetovnem prvenstvu.